# Hostie

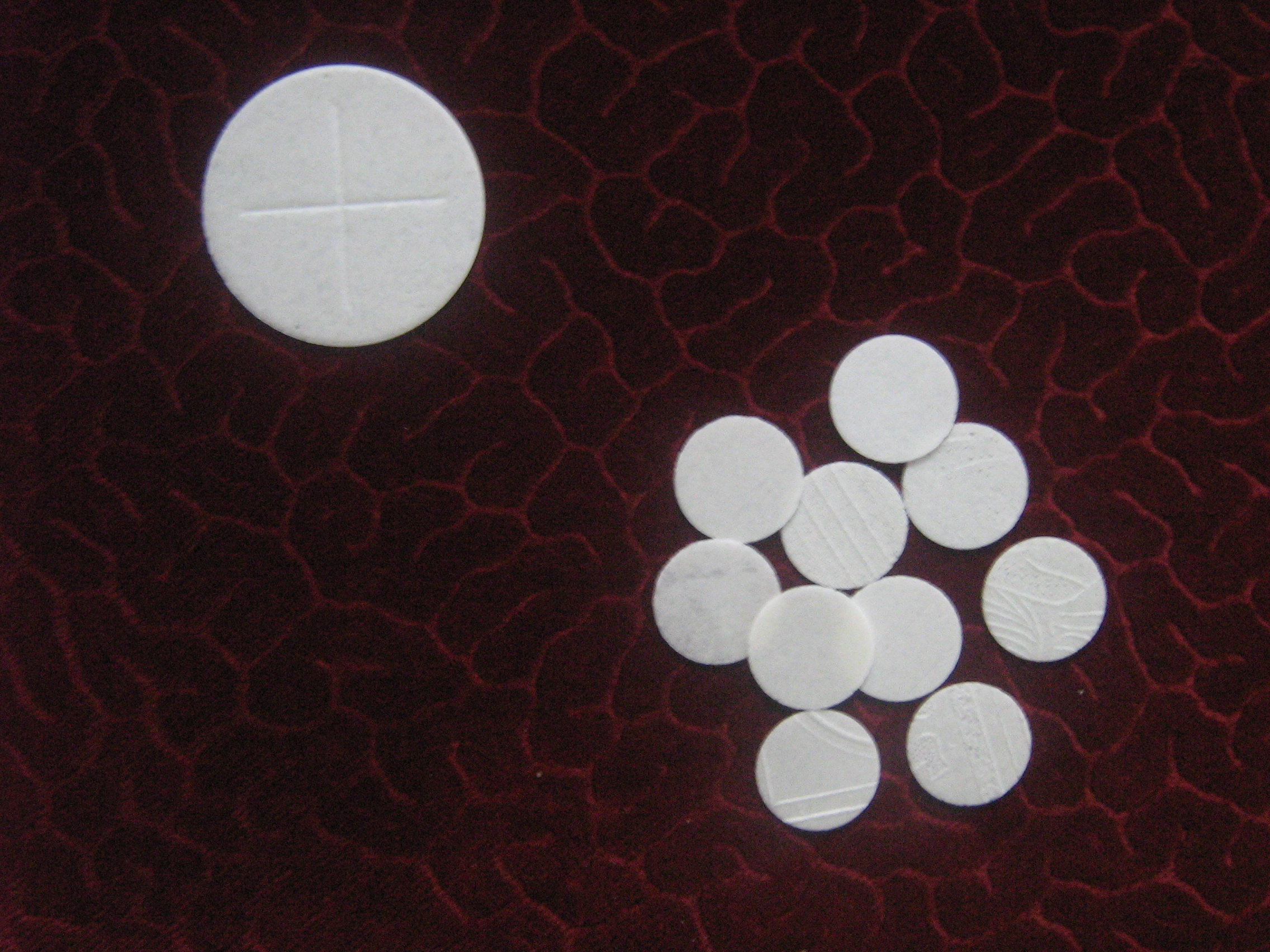
Zelebrationshostie und gewöhnliche Hostien

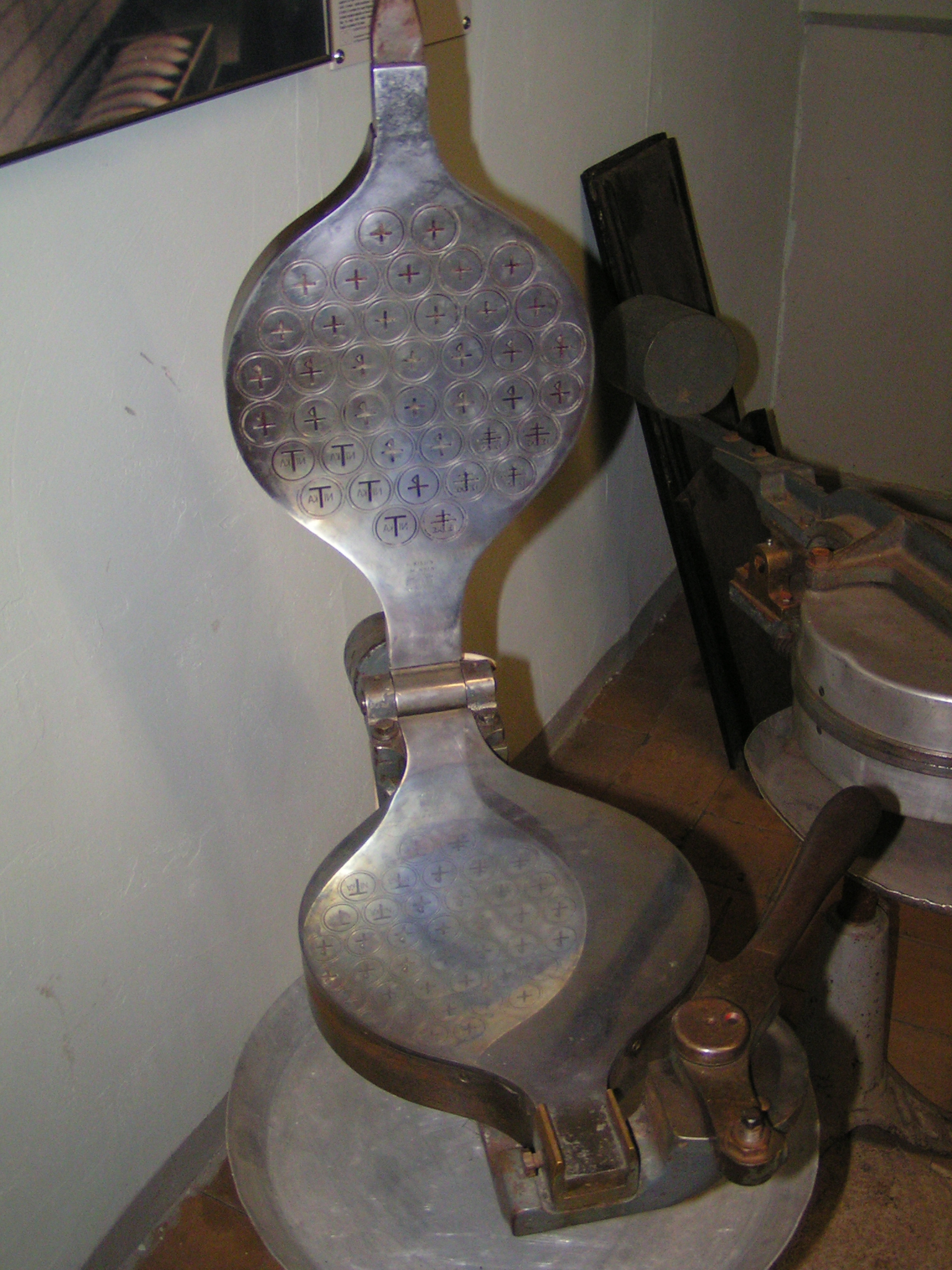
Hostieneisen

Der Ausdruck Hostie (lateinisch hostia ‚Vergeltung‘, ‚Opfer‘, ‚Opferlamm‘, ‚Opfertier‘ oder ‚Opfergabe‘) bezeichnet in den Kirchen der katholischen Tradition des Westens, der Neuapostolischen Kirche und der armenisch-orthodoxen Kirche sowie in einigen evangelischen Kirchen das zur Eucharistie beziehungsweise zum Abendmahl verwendete Brot. In den Ostkirchen wird die Hostie (traditionell Lamm genannt) aus Weizenmehl und Wasser, dem Sauerteig beigemengt wird, bereitet.

## Lehre
Die in der Wandlung der heiligen Messe konsekrierte Hostie ist nach dem Glauben der römisch-katholischen Kirche der Leib Christi. In den meisten anderen Liturgien wird bei der Austeilung des heiligen Mahles die Hostie ebenfalls als „Leib Christi“ gereicht, wobei zwischen den Konfessionen Uneinigkeit über Art und Dauer der Realpräsenz besteht.

## Geschichte
Ursprünglich handelte es sich dabei um Alltagsbrot, das von den Gläubigen zur Feier des Herrenmahles mitgebracht wurde. Am weitesten verbreitet war ein mit Kreuzkerbe teilbares rundliches Brot (panis quadratus, panis decussatus). Die Kreuzkerbe deutete man bald als christliches Symbol und forderte diese Verzierung.
Der Brauch, bei der Eucharistiefeier Oblaten aus Weizenmehl und Wasser zu verwenden, entwickelte sich in der westlichen Kirche seit karolingischer Zeit (8./9. Jahrhundert) und wurde mit dem ungesäuerten Brot (der Matze) des jüdischen Seders begründet, ferner aus Sorge vor Verunehrung der Eucharistie bei der Verwendung des leichter bröselnden gesäuerten Brotes, von dem während der Verteilung Partikel verloren gehen könnten. Dies löste wegen des biblischen Gleichnisses vom Sauerteig (Mt 13,33–35 ) den Azymenstreit mit der gesäuertes Brot verwendenden byzantinischen Kirche aus, der zu einem der Vorwände für das Große morgenländische Schisma von 1054 wurde.
Allmählich begann man in der lateinischen Kirche mit dem Backen von dünnen Oblaten (von lat. oblata „Opfergaben“) zum Austeilen an die Gläubigen, um das vielfache Brechen des Brotes zu vermeiden. Diese wurden in einer Metallform, dem Hostieneisen, gebacken. Auf den etwas größeren Hostien für den Priester brachte man eine schmückende Prägung an, vorzugsweise eine Darstellung Christi oder des Gekreuzigten und zunehmend andere Darstellungen, auch In- und Umschriften (imago Domini cum litteris, „Bildnis des Herrn mit Text“). Auch Franz von Assisi sorgte sich um schöne Hostieneisen in den Kirchen.
Das Backen der Hostien unterlag strengen Vorschriften. Zeitweise durften sie nur von Klerikern gebacken werden, die liturgische Gewänder trugen; das Backen hatte unter Stillschweigen oder begleitet von Psalmengesang zu erfolgen. Die Sorge für die Einhaltung der kirchlichen Vorschriften hat in der Neuzeit dazu geführt, dass Hostien in der Regel in Frauenklöstern bereitet werden. Die größte Hostienbäckerei Österreichs befindet sich im Missionshaus St. Gabriel in Maria Enzersdorf und besteht seit 1926.
Die Materie zur Herstellung der Hostien für die Eucharistiefeier in der lateinischen Kirche muss neben Wasser aus reinem Weizenmehl bestehen, das Brot „frisch und nach dem alten Brauch der lateinischen Kirche ungesäuert sein“. Da die Zeichenhaftigkeit verlange, dass die Materie der Eucharistiefeier tatsächlich als Speise erkennbar sei, soll sie so beschaffen sein, dass der Priester bei einer Gemeindemesse die Zelebrationshostie „wirklich in mehrere Teile brechen und diese wenigstens einigen Gläubigen reichen kann“.

## Verehrung
In der römisch- und der alt-katholischen Kirche wird das Allerheiligste streng von den unkonsekrierten Hostien unterschieden und im Tabernakel verwahrt, vor allem für die Kommunion für Kranke und Sterbende als Wegzehrung, aber auch zur stillen Anbetung der Gläubigen. Diese Form der Aufbewahrung ist Ausdruck des Glaubens an die Transsubstantiation, der zufolge der gewandelten Hostie – als dem wahren Leib Christi – höchste Ehrfurcht entgegenzubringen sei. Die besondere Verehrung kommt auch bei der Fronleichnamsprozession zum Ausdruck, bei der das Allerheiligste in einer Monstranz von einem Priester oder einem Diakon zu Außenaltären getragen wird.
Martin Luther unterschied, der Lehre von der Eucharistie entsprechend, zwischen konsekrierten und unkonsekrierten Hostien, verwarf aber die Verwendung zu anderen Zwecken als dem des unmittelbaren Empfangs. In manchen Gemeinden der Selbständigen Evangelisch-Lutherischen Kirche werden übriggebliebene Hostien vom Pfarrer am Altar oder in der Sakristei sofort zu sich genommen.
In der Annahme einer bei Krankheiten wirksamen Heilkraft fanden unkonsekrierte Hostien früher  auch als Arzneimittel Verwendung.

## Sonstiges
In der römisch-katholischen Kirche müssen Hostien Weizenmehl und somit Gluten enthalten, der Glutenanteil darf jedoch sehr gering sein.